# Los Arroyeños
Los Arroyeños es un conjunto de música folklórica de Argentina, de San Nicolás de los Arroyos (Provincia de Buenos Aires), Argentina. El grupo ha estado activo desde de 1960. Su tema más conocido es Que se vengan los chicos, parte de una serie de canciones folklóricas destinadas a los niños, que ha caracterizado su obra. Otros conocidos temas de su repertorio son Cuando muere el angelito, así como las obras Forjadores de la Patria y Suite para la buena tierra.

## Biografía
El grupo nace en 1960 en San Nicolás de los Arroyos, a iniciativa de los hermanos Eugenio y Miguel Ángel "Chany" Inchausti. Su formación inicial fue un cuarteto completado por José Alberto Andrín y Ramón García Aznar. Estos dos últimos serían luego reemplazados por Gustavo Santa Coloma, Mario Botto y Luis María Bragato, transformando el grupo en un quinteto. Más adelante Botto sería reemplazado por Carlos Marrodán.
A fines de la década de 1970 y durante los años 1980 el grupo se organizó como sexteto y estuvo integrado por los hermanos Inchausti, Daniel de Girolami, Gustavo Santa Coloma, Luis Araujo y Fernando Collados. En 1981 grabaron Forjadores de la Patria, con textos de León Benarós y música de Eugenio Inchausti, un recorrido por la historia de Argentina. También en ese período, entre 1984 y 1989 tuvieron un programa Argentina Televisora Color (Canal 7) llamado "Que se vengan los chicos".
En 1990, Los Arroyeños estrenaron la Suite para la buena tierra, obra de Miguel Ángel Inchausti (música) y Félix Luna (poesía) compuesta especialmente para el conjunto. El estreno se realizó el 6 de noviembre de 1990 en el Auditorio Belgrano de la Ciudad de Buenos Aires, con la Orquesta de Cámara Mayo dirigida por Mario Benzecry.
En 2008 falleció el Chany Inchausti.

## Discografía

### Álbumes
1. Que se vengan los chicos (RCA Victor), 1969
2. Ahora y aquí (Philips), 1973
3. Los Arroyeños (Philips?, 1974
4. Danzas argentinas (Philips), 1976
5. El folklore de Los Arroyeños (Philips), 1977
6. Que se vengan los chicos (Philips), 1979
7. Los Arroyeños (Philips), 1980
8. Que se vengan los chicos (2.ª parte) (Philips), 1980
9. Forjadores de la patria (Philips), 1981
10. Con los chicos y el folklore (RCA Victor), 1982
11. Los Arroyeños (Philips), 1983
12. Que se vengan los chicos (3.ª parte) (Philips), 1985
13. Lo mejor de "Que se vengan los chicos" ( Philips), 1986
14. Porque somos amigos (SONKO), 1988
15. Cantemos a varias voces (Sonko), 1990
16. Los Arroyeños (Philips), 1984
17. 20 grandes éxitos (Philips), 1993
18. Pasaje al siglo XXI (EPSA MUSIC), 1997
19. Navidad 2000 (EPSA MUSIC), 2000